# 166 (numero)
Centosessantasei è il numero naturale dopo il 165 e prima del 167.

## Proprietà matematiche
- È un numero pari.
- È un numero composto da 4 divisori: 1, 2, 83, 166. Poiché la somma dei suoi divisori (escluso il numero stesso) è 83 < 166, è un numero difettivo.
- È un numero semiprimo.
- È un numero di Smith nel sistema numerico decimale.
- È un numero triangolare centrato.
- È un numero 29-gonale.
- È parte della terna pitagorica (166, 6888, 6890).
- È un numero palindromo e un numero ondulante nel sistema posizionale a base 6 (434) e in quello a base 11 (141).
- È un numero congruente.

## Altri alfabeti
- Nell'alfabeto arabo ۱۶۶
- Nell'alfabeto greco ρξϛʹ

## Astronomia
- 166P/NEAT è una cometa periodica del sistema solare.
- 166 Rhodope è un asteroide della fascia principale del sistema solare.
- NGC 166 è una galassia della costellazione della Balena.

## Astronautica
- Cosmos 166 è un satellite artificiale russo.